# Battaglia di Volnovacha
La battaglia di Volnovacha è stato uno scontro armato tra le forze armate della Repubblica Popolare di Doneck, supportate dalle forze armate della Russia, e dell'Ucraina avvenuto a Volnovacha, nell'oblast' di Donec'k, iniziato il 25 febbraio 2022, come parte dell'invasione russa dell'Ucraina del 2022, e terminato il 12 marzo 2022, con la caduta della città in mano russa e filo-russa.

## Cronologia
Il 25 febbraio, esattamente il giorno seguente all'inizio dell'invasione, l'esercito russo, poco dopo aver conquistato la città vicina di Mykolaïvka, ha bombardato Volnovacha utilizzando, secondo il quotidiano britannico The Guardian, le stesse tattiche usate durante la guerra civile siriana. Subito dopo il bombardamento la città venne assediata dal Battaglione Sparta, della Repubblica Popolare di Doneck.
Il 1º marzo venne dichiarato che circa 500 civili sono stati evacuati dalle autorità ucraine.
Il 4 marzo venne abbattuto un Sukhoi Su-25 russo.
Il 5 marzo il governo della Repubblica di Doneck dichiarò che il colonnello Vladimir Žoga, comandante del Battaglione Sparta, era stato ritrovato senza vita a Volnovacha. Denis Pušilin gli conferì il titolo di Eroe della Repubblica Popolare di Doneck, mentre Vladimir Putin il titolo di Eroe della Federazione Russa. Il giorno seguente Artëm Žoga, suo padre, gli succedette come leader del Battaglione Sparta.
Il 7 marzo fu concordata da Russia e Ucraina la creazione di un corridoio umanitario che collegava Volnovacha a Mariupol', sotto assedio dal 24 febbraio, in modo da permettere ai civili di entrambe le citta di evacuare.
Il 12 marzo Pavlo Kyrylenko, governatore dell'oblast' di Donec'k, dichiarò che Volnovacha era caduta e che aveva "completamente cessato di esistere", essendo stata rasa al suolo dalle forze della Repubblica Popolare di Doneck. Lo stesso giorno i funzionari ucraini dichiararono che il capitano Pavlo Sbytov, comandante del 503º Battaglione fanteria di marina, era stato ucciso, segnando la fine della resistenza ucraina e la caduta della città in mano russa e filo-russa.